# سفارة سلوفينيا في الأرجنتين
سفارة سلوفينيا في الأرجنتين هي أرفع تمثيل دبلوماسي لدولة سلوفينيا لدى الأرجنتين. تقع السفارة في وهي تهدف لتعزيز المصالح السلوفينية في الأرجنتين.

## وصلات خارجية
- الموقع الرسمي
- قائمة سفارات سلوفينيا
- قائمة السفارات في الأرجنتين